# Бхонсле
Бхонсле (भोसले) — маратхський рід, що правив державами зі столицями у Сатарі, Колхапурі та Наґпурі. З ним пов'язано початок занепаду Імперії Великих Моголів, спротив іноземним загарбникам та піднесення маратхів у впливову силу Індостану. Є версія, що Бхонсле належав до відомого раджпутського клану Сесодія. Проте ця легенда виникла в час, коли Шиваджі мав виправдати своє право на трон (він не належав до кштаріїв). Тому за великий хабар брахман з Варанасі визнав рід Бхонсле родом кшатріїв з раджпутів.

## Історія
Початок піднесенню роду поклав Шахаджі, який перебував на службі Ахмеднагарського та Біджапурського султанатів. Поступово зібрав значні статки та маєтності. У 1630-х роках стає фактичним правителем Ахмеднагару, на власний розсуд міняючи султанів. Проте зазнав поразки від Великих Моголів. за умовами угоди зрікся усієї влади. Натомість отримав джагіри Сатара та Бангалор. Згодом перебрався до останнього, залишивши Сатару старшому синові Шиваджі. З 1664 року молодший син Шахаджі — Екоджі успадкував Бангалор
З ім'ям останнього пов'язано посилення держави Сатара, енергійна боротьба спочатку проти Біджапуру, а потім Великих Моголів. Наприкінці життя Шиваджі став майже незалежним володарем, прийнявши титул чхатрапаті (дорівнював магараджи). За його наступників держава на деякий час занепала — падишах Ауранґзеб скористався боротьбою за владу в Сатарі, щоб підкорити маратхів.
Справу відродження впливу роду Бхонсле в Сатарі продовжила Тара Баї. Її правління тривала до 1707 року. За цей час держава перетворилася на грабіжницьку по відношенню до могольських провінцій. У 1707 році владу перебрав Шахуджі. Разом з тим за його правління реальна влада дедалі більше переходила до пешви Баладжі Вішванатх, а потім сина останнього Баджі Рао I.
Після смерті у 1749 році Шахуджі влада Бхонсле в Сатарі ще більше послабилася. Водночас остаточно оформилося правління іншої гілки в Колхапурі. Ці Бхонсле також прийняли титул магараджи. За правління Рамараджи II з Сатари влада чхатрапаті остаточно підупала. У 1750 році Угодою в Санголі влада пешви стала повною. З 1777 році Бхонсле з Сатари зреклися титул чхатрпаті й прийняли титул магараджи.
У 1750-х роках пешва Баладжі Баджі Рао надав ще одній гілки Бхонсле спочатку землі у Берарі з титулом раджі. Згодом надав право на вільні дії у Бенгалії. Фактичним засновником нової держави Бхонсле зі столицею у Наґпурі став Рагхуджи Бхонсле. Його війська спустошили Південну Бенгалію, потім захопили Оріссу. Бхонсле стали отримувати 12 тисяч рупій щорічної данини від правителів Бенгалії.
Разом з Сатарською гілкою розвивалася бангалорська гілка клану Бхонсле. Екоджі 1675 року захопив Тханджавурське наякство на південному сході Індостану, де заснував власну державу. Його нащадком доводилося почергово протистояти Аркотському навабству, нізамам Гайдарабаду, Британській та Франзуській Ост-Індським компаніям. Зрештою воно потрапило у залежність від британців.
Наприкінці XVIII ст. єдиною впливовою державою, де панував рід Бхонсле, був Наґпур. Спроби магараджів Колхапура в союзі із Хайдарабадом похитнути владу пешви завершилася невдало. В подальшому Бхонсле з Колхапуру не виявляли зовнішньої активності.
Остаточно влада Бхонсле була повалена під час Другої та Третьої англо-маратхських війн. Тоді було втрачено Оріссу та прибережні області. З 1818 року рід Бхонсле визнав залежність своїх володінь від Британської Ост-Індської компанії. У 1853 році після смерті Рагхуджи III землі Наґпуру були приєднані до Ост-Індської компанії. Це стало однією з причин невдоволення, що зрештою призвело до Сипайського повстання. 1855 року ліквідовано Тханджавурське князівство.
Держава Колхапур увійшла до складу Республіки Індія у 1947 році, після проголошення незалежності. З цього моменту Бхонсле остаточно втратили вплив.

## Правителі Сатару
- Шахаджі (1638—1645)
- Шиваджі (1645—1680)
- Самбхаджі (1680—1689)
- Раджарам (1689—1700)
- Шиваджі II (1700—1707)
- Шахуджі (1707—1749)
- Раджарам II (1749—1777)
- Шахуджі II (1777—1808)
- Раджа Пратап Сінґх (1808—1839)
- Шахаджі II (1839—1848)

## Правителі з Колхапуру
- Шиваджі I (1707—1714)
- Самбхаджі II (1714—1760)
- Джіджі Баї (1760—1773) — регент
- Шиваджі II (1762—1813)
- Самбхаджі III (1813—1821)
- Шиваджі III (1821—1822)
- Шахаджі (1822—1838)
- Шиваджі IV (1838—1866)
- Раджарам I (1866—1870)
- Шиваджі V (1871—1883)
- Шахаджі II (1884—1922)
- Раджарам II (1922—1940)
- Тара Баї (1940—1942) — регент
- Шиваджі VI (1942—1946)
- Тара Баї (1942—1947) — регент (вдруге)
- Шахаджі III (1947)

## Правителі з Наґпуру
- Раґходжі I (1738—1755)
- Джаноджі (1755—1772)
- Сабаджі (1772—1775)
- Мудходжі I (1775—1788)
- Раґходжі II (1788—1816)
- Парсоджі (1816—1817)
- Мудходжі II (1816—1818)
- Раґходжі III (1818—1853)

## Правителі з Тханджавуру
- Екоджі I (1674—1684)
- Шахуджі I (1684—1712)
- Серфоджі I (1712—1728)
- Туккоджі (1728—1736)
- Екоджі II (1736—1737)
- Суджана Бай (1737—1738)
- Шахуджі II (1738—1739)
- Пратапсінгх (1737—1763)
- Тулджаджі II (1763—1787)
- Серфоджі II (1787—1793; 1798—1832)
- Рамасвамі Амарасімха (1793—1798)
- Шиваджі (1832—1855)